# Гадяч імені Сергієнка М. І.
Гадяч імені Сергієнка М. І. (до 2016 року — Гадяч) — тупикова залізнична станція 4-го класу Полтавській дирекції Південної залізниці на одноколійній неелектрифікованій лінії Лохвиця — Гадяч імені Сергієнка М. І., яка є відгалуженням від неелектрифікованої лінії Ромодан — Бахмач. Розташована в місті Гадяч Миргородського району Полтавської області.

## Історія
Станція відкрита 18 лютого 1895 року, в ході будівництва лінії Лохвиця — Гадяч Харківсько-Миколаївської залізниці, яка і понині відіграє важливу роль в економіці міста Гадяча.
У 2001 році вокзал станції відреставровано до 10-ї річниці Незалежності України, в ході якого облаштовано тротуарну плитку на пасажирській платформі, а також покращено внутрішній та зовнішній вигляд вокзальної будівлі.
Навесні 2016 року на станції біля бічної платформи було добудовано пандус для пасажирів з особливими потребами. Роботи виконувало Кременчуцьке будівельно-монтажне експлуатаційне управління (БМЕУ-7).

## Пасажирське сполучення
Приміське пасажирське сполучення здійснювалося одним безпересадковим вагоном № 25  Кременчук — Гадяч, що курсував щоденно з потягом Кременчук — Бахмач, крім вівторка. З березня 2020 року курсування цього вагону було скасовано.
З 2 липня 2021 року призначений пасажирський поїзд сполученням Кременчук — Ромодан з безперсадковим вагоном до станції Гадяч, час в дорозі займає 5 годин 15 хвилин.

## Елеватор
На станції діє Гадяцький елеватор, розташований на вулиці Героїв Майдану, 75, який обслуговують тепловози ТГК2-2177 та ТГМ40-0927 та ЧМЕ3. Елеватор працює з 08:00 по 17:00 щоденно, окрім вихідних.